# 热桥
热桥，旧称为冷桥。热桥用于描述一个区域或一种材料，它的导热性能高于周边区域，从而为热传递提供了一个热阻最小的通道。因此，高温一侧的热量几乎全部由这个区域传向低温一侧。热桥的存在降低了整个界面的平均热阻。根据热桥成因的不同，可将其分为几何热桥（构件相对其他区域较薄）和材料热桥（使用了导热能力较好的材料），但在实践中这两种热桥通常同时发挥作用。

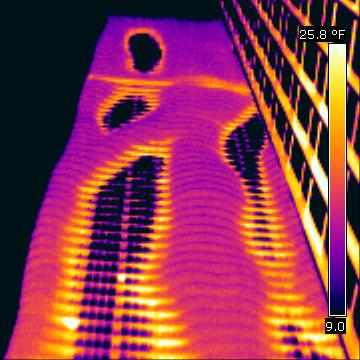
这张热成像照片显示了一栋高层建筑表皮的热桥现象（Auqa，芝加哥）

热桥的名字是一种形象的描述，周围热阻较高的区域就像一条河流，人群很难轻易跨越；而热桥就像河上的一座桥一般，为人们跨越河流提供了便利。假如高温热库和低温热库的界面上存在一个热桥，那么大多数热量都倾向于从热桥处散失。
热桥的概念通常用来描述建筑表皮的构造。当建筑表面存在热桥时，热量就更容易流入或流出建筑内部，从而使得建筑内部的温度更易受到室外温度的影响，因此也会加大空调系统的负荷。同时，热桥也可能导致建筑的某些表面温度过低，造成结露等风险，从而引起渗水、保温材料濡湿等后果。总之，建筑中的热桥现象对人在建筑环境中的热舒适通常存在明显的负面影响。
热桥现象可以通过一些设计策略或施工工艺等方法缓解或消除，这种方法被称为断（热）桥设计或断（热）桥构造。

## 概念
热传递的方式有三种：热传导、热对流、热辐射，而热桥是一种热传导的现象。热传导的效率取决于两个因素：介质本身的导热能力，以及介质两侧的温度差。当某个界面两侧存在温差时，热量会沿着热阻最小（导热能力最好）的路径传输，这条路径便是热桥。在建筑中，热桥是指外围护结构中热阻显著小于其他区域的构造区域。

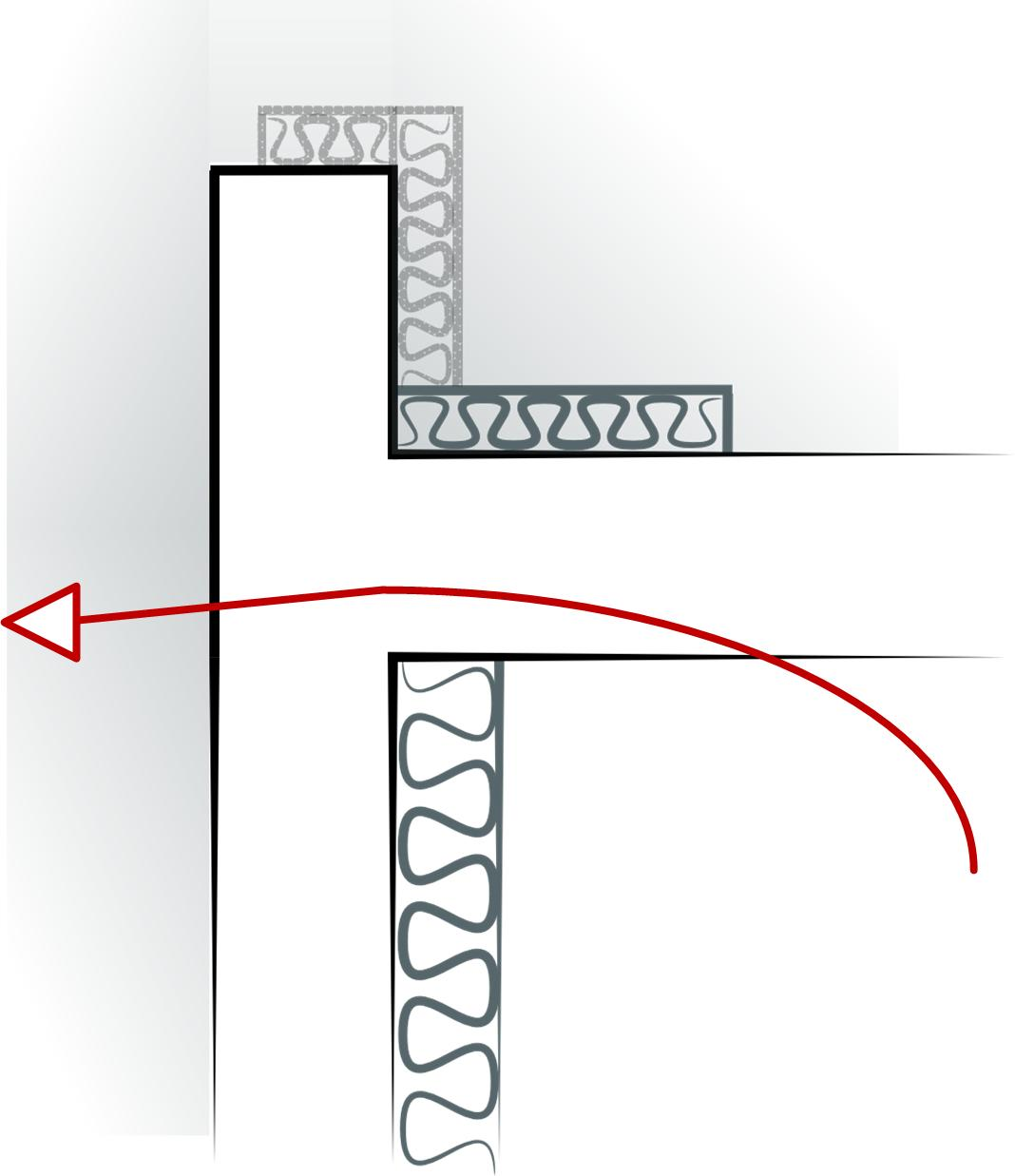
交接处的热桥。即使周围都有保温层，热量依然会从墙板交接处的热桥处流失。

## 确定热桥位置
根据国际标准化组织（International Organization for Standardization，ISO）的规定，热桥现象应通过红外热成像的方式确定。在热成像图像中，成像颜色显著不同的区域，通常是存在热桥的位置。然而这种方法也存在一些误差，如当建筑表面存在遮阳现象时，阴影下的热成像温度就会低于其他区域，造成误判。因此，想要准确定位热桥，可能还需要一些其他分析手段，如“迭代滤波算法”（Iterative Filtering，IF）等。
在热桥定位的工作中，操作者的经验和主观感受会显著影响定位的结果。因此，激光扫描等定量分析方式也被引入工作流中，提供更精确、更客观的结果；而无人机热成像分析等大规模数据采集的方法也开始得到使用。

## 建筑中的热桥
建筑内部的热量或冷量（可看作一种负的热量）会持续从室内环境通过建筑表皮，向室外环境流失。由于建筑表皮各处构造不同，而不同材料也有着不同的热阻，因此热量穿过表皮不同区域的能力也有所不同。热桥概念用于描述建筑表皮中传热能力最强的区域，其热阻相对于周边界面更小。存在热桥现象的建筑表皮，会让建筑在夏天制冷、冬天制热时消耗更多的能量。如今，各国的建筑法规都规定了建筑围护结构中典型截面的保温性能，但对于热桥现象的规定却要弱很多。此外，在设计保温构造时，通常只会关注某个特定表面的保温能力，而忽视了各界面之间交接处的影响。因此，建筑的实际保温性能通常会低于设计值。通常将整个围护结构的导热能力以U值（单位W/m2·K）表示。如果围护结构存在热桥，那么其整体的U值便会升高。
建筑中的热桥可能存在于任何位置，但通常都位于各界面的交接处。常见的热桥位置有：
- 外墙-地板的交接处，或墙-阳台的交接处等各种将地板延伸至外墙以外的构造；
- 外墙-屋顶的交接处，尤其在屋檐处因转角构造无法保证保温层厚度时；
- 门窗构件和外墙洞口的交接处；[11]
- 外墙与外墙的交接处；[11]
- 钢、木、混凝土等构件，如节点处的钉子、垫块等；
- 穿透屋顶保温层的嵌入式灯具；
- 门、窗框；
- 未填满保温、或留有空隙的区域；
- 空心砌体墙的金属拉杆。[12]

## 外部連結
- Design Guide: Solutions to Prevent Thermal Bridging. （页面存档备份，存于）
- Manufactured Structural Thermal Breaks. （页面存档备份，存于）
- EU IEE SAVE Project ASIEPI: topic 'Thermal bridges' - An effective handling of thermal bridges in the EPBD context （页面存档备份，存于）
- Passivhaus Institute: Thermal Bridges in construction - how to avoid them （页面存档备份，存于）
- A bridge too far - ASHRAE Journal article on thermal bridging （页面存档备份，存于）
- International Building Code, 2009: Interior Environment （页面存档备份，存于）
- Online Energy2D simulation of thermal bridge (Java required) （页面存档备份，存于）
- What Defines Thermal Bridge Free Design （页面存档备份，存于）
- （页面存档备份，存于）
- （页面存档备份，存于）